# Phyto adolescens
Phyto adolescens är en tvåvingeart som beskrevs av Camillo Rondani 1861. Phyto adolescens ingår i släktet Phyto och familjen gråsuggeflugor. Inga underarter finns listade i Catalogue of Life.